# Комаровка (приток Раздольной)
Комаро́вка — река в Уссурийском городском округе Приморского края России.
До 1972 года носила китайское название Супу́тинка. Переименована после вооружённого конфликта за остров Даманский, названа в честь Президента АН СССР В. Л. Комарова.
Берёт своё начало на северо-западных отрогах гор Пржевальского, на территории Уссурийского заповедника имени академика Комарова, при слиянии рек Правая и Левая Комаровка.
В верхнем течении Комаровка — горная река, у села Кондратеновка приобретает равнинный характер.
В долине реки расположены населённые пункты:
- Каменушка (левый берег);
- Каймановка (правый берег);
- Кондратеновка (л. б.), в селе Кондратеновка находится мемориальный комплекс «Могила Баневура»;
- Дубовый Ключ (л. б.);
- Долины (л. б.);
- Горнотаёжное (на правом притоке), вблизи села Горнотаёжное находится Уссурийская астрофизическая обсерватория, в селе — горнотаёжная станция им. В. Л. Комарова;
- Заречное (п. б.);
- Баневурово (л. б.);
- Глуховка (на правом притоке);
- Уссурийск.

Долина реки отделяет Железнодорожную слободку от посёлка Сахзавода (микрорайоны Уссурийска), между ул. Воровского и окрестностями танкоремонтного завода построен автомобильный мост. Ниже автомобильного моста — железнодорожный мост на Транссибе.
Правый берег реки Комаровка с 1980-х годов интенсивно застраивается (микрорайон Междуречье).
В Уссурийске справа в Комаровку впадает река Раковка (координаты устья 43°46′50″ с. ш. 131°57′57″ в. д.), примерно в 200 м выше автодорожного моста на трассе «перекрёсток ул. Краснознамённая и Агеева → пос. Сахзавода» (координаты моста 43°46′47″ с. ш. 131°57′38″ в. д.).
Примерно в 2 км от слияния двух рек ниже по течению находится река Раздольная. Устье Комаровки — на левом берегу Раздольной, примерно в 1 км ниже моста у села Утёсное, координаты устья 43°45′40″ с. ш. 131°58′06″ в. д..
В литературе встречаются противоречивые данные, какая именно река впадает в Раздольную — Комаровка или Раковка. По одним географическим картам, Раковка впадает в Комаровку в Уссурийске, немного выше автомобильного моста, соединяющего ул. Краснознамённая и Владивостокское шоссе, перед мостом установлены дорожные знаки «Река Комаровка», соответственно в Раздольную впадает Комаровка.
По другим картам, например, карта Уссурийска, составлена в 2013 году ОАО «Приморский информационно-аналитический центр», отпечатана во Владивостоке ОАО «ИПК Дальпресс», тираж 3000 экз., заказ № 2028, река Комаровка впадает в Раковку (у того же моста), а Раковка в Раздольную.
На большинстве географических карт короткий участок протяжённостью около 2 км после слияния двух рек обычно никак не обозначен. Долина вблизи реки Раздольная заболочена, заросла кустарником, используется местными жителями для выпаса крупного рогатого скота.
В городской черте река Комаровка сильно загрязнена.
В низовьях в Комаровку впадает река, вытекающая из Солдатского озера.
В летнее время часты паводки, вызываемые в основном интенсивными продолжительными дождями.

## Галерея

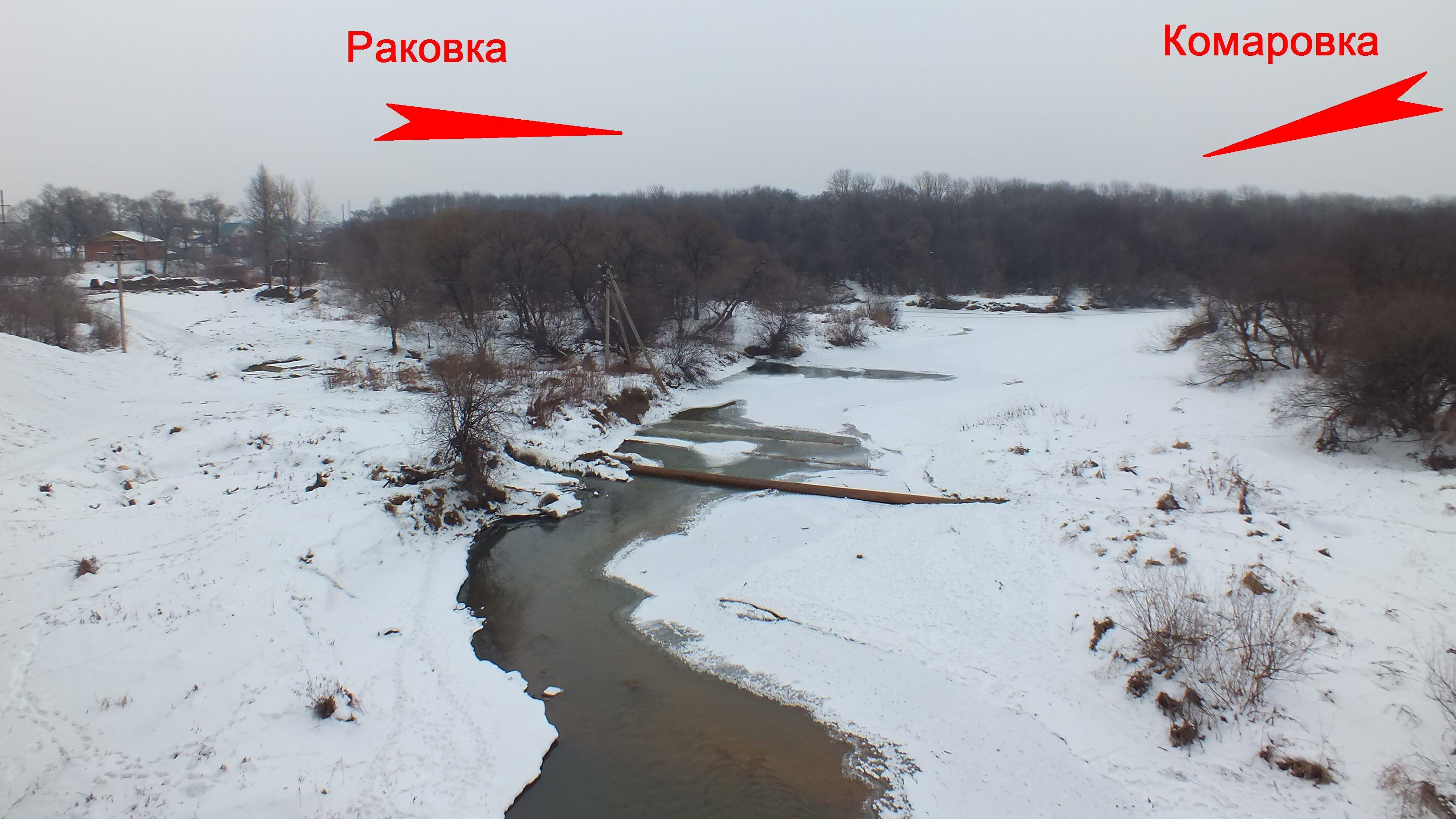
Место впадения Раковки в Комаровку, вид с моста вверх по течению.
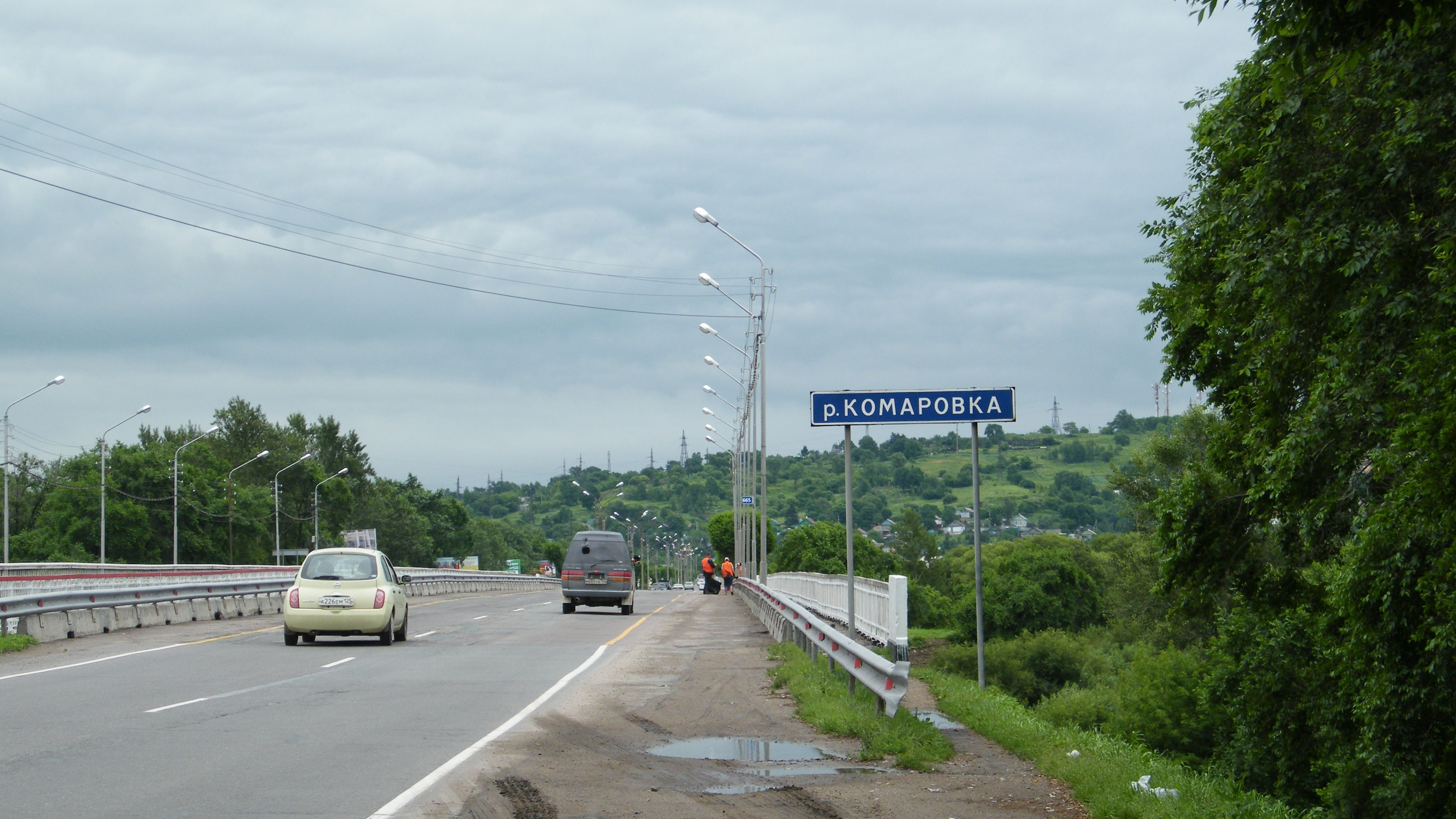
43°46′49″ с. ш. 131°57′35″ в. д.HGЯO Уссурийск, мост за перекрёстком ул. Краснознамённая и Агеева, примерно в 200 м ниже слияния Комаровки и Раковки, на дорожном знаке надпись «р. Комаровка». Впереди — пос. Сахзавода, Владивостокское шоссе, над посёлком возвышается Хенина сопка.
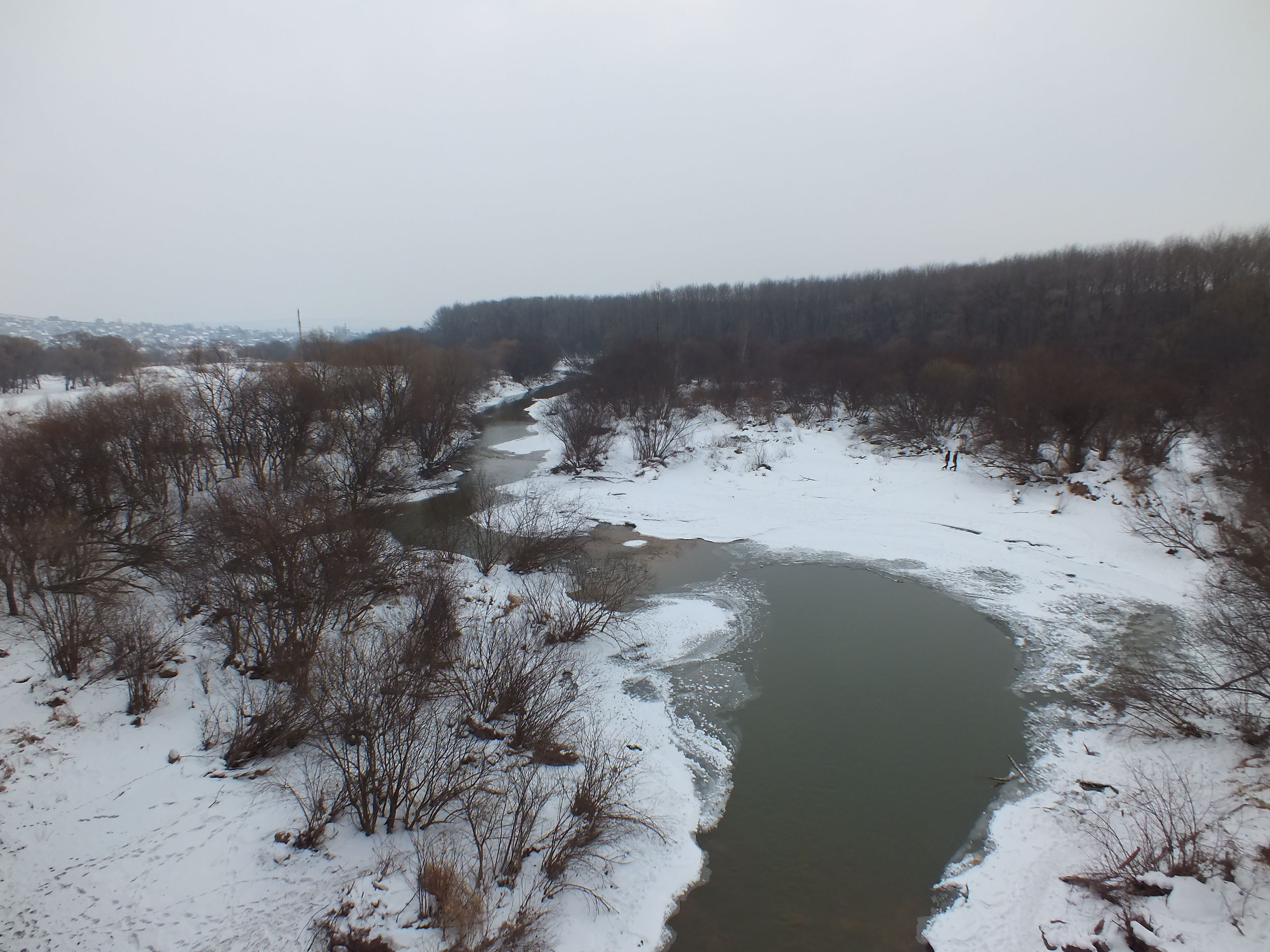
Долина Комаровки, вид с моста вниз по течению. Зимой река практически не замерзает из-за обилия стоков.
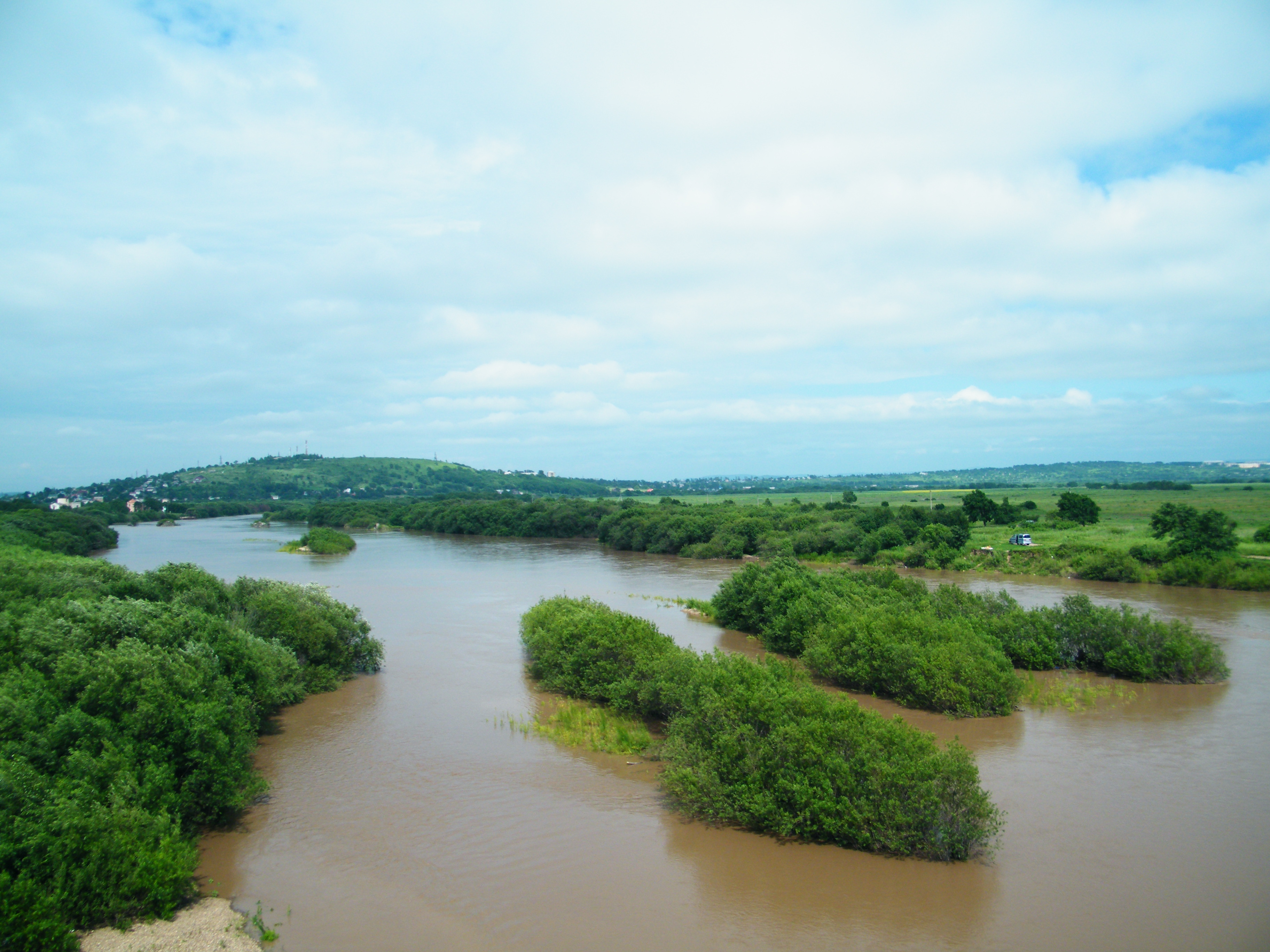
Река Раздольная у села Утёсное, вид с моста вниз по течению. Устье Комаровки слева, примерно в 1 км ниже по течению. Вдали — Хенина сопка (г. Уссурийск)